# Ахалдаба (Ткибульский муниципалитет)
Ахалдаба (груз. ახალდაბა) — село в Грузии, на территории Ткибульского муниципалитета края (мхаре) Имеретия.

## География
Село находится в западной части Грузии, к востоку от реки Цкалцителы, на расстоянии 17 километров к западу от города Ткибули, административного центра муниципалитета. Абсолютная высота — 621 метр над уровнем моря.

## Население
По результатам официальной переписи населения 2014 года, в Ахалдабе проживало 16 человек (7 мужчин и 9 женщин). В национальной структуре населения грузины составляли 100 %.
| Год  | Население, человек |
| ---- | ------------------ |
| 2002 | 31                 |
| 2014 | ↘ 16               |